# クマシ空港
クマシ空港（クマシくうこう、Kumasi Airport）はガーナ アシャンティ州の州都クマシにある空港。ガーナで2番めに大きな空港である。クマシ中心部から約3.5kmに位置する。

## 歴史
1940年に当時のイギリス政府が空港建設開始承認をしていたが、書面上での土地買収手続が終了したのは1947年になってからであった。但し1943年には空港は完成し、使用開始された。第二次大戦時にイギリス空軍の拠点として開港された。
1958年にガーナ政府により大規模な空港拡張建設が行われた。1970年にも滑走路と誘導路の大規模改修、滑走路延長が行われた。1993年に新ターミナルビルが開業。
2012年の9月から10月の1週間ターマック（路面舗装）を更新するために空港を閉鎖した。
現在、国際空港にするための更新工事進行中。約3億ドルの費用を掛け、2階建ての近代的なターミナルとレストラン、商業エリア、駐車場、空港を周回できる道路を建設している。

## 就航路線
| 航空会社               | 就航地       |
| ---------------------- | ------------ |
| アフリカ・ワールド航空 | アクラ       |
| エチオピア航空         | ガトウィック |
| パッション航空         | ワ           |